# Calvin Beneke
Calvin Beneke (Johannesburg, 24 de desembre de 1991) és un ciclista sud-africà professional des del 2012.

## Palmarès
- 2012
  -  Campió de Sud-àfrica sub-23 en ruta